# Mariola Pawlak
Mariola Pawlak, coniugata Kudłak e, successivamente Marzec (Breslavia, 7 luglio 1961), è un'ex cestista polacca.

## Carriera
Con la Polonia ha disputato i Campionati del mondo del 1983 e sei edizioni dei Campionati europei (1980, 1981, 1983, 1985, 1987, 1991).